# Liste der Bischöfe von Cloyne
Die folgenden Personen waren Bischöfe von Cloyne (Irland):

## Bischöfe von Cloyne
- St. Colman † 600
- Eochaid † ca. 697 (auch Abt von Cloyne)
- Cucaech † 821 (auch Abt von Cloyne)
- Robertus Bonus † 835
- Maelcoba oa Faelan † 859 (auch Abt von Cloyne)
- Neill m. Donngaile † 871 (auch Abt von Cloyne)
- Fergal mac Finachta † 885 (auch Abt von Cloyne)
- Reachtaidh 887
- –1056 Diaghre O Dubarton
- Mac Gelain † 1060
- –1075 O’Currain
- Hua Carrain † 1092
- –1094 O Mulvaen
- Moel Muad mc. meic Clothnai † 1095 (auch Abt von Cloyne)
- Uamhnachan Ua Meictire † 1099 (Unnaghau Ui Mighten)
- 1111–ca. 1130 vakant
- 1148 Gilla na Naem O Muirchertaig (Nehemias [Nehemiah] O Muireartagh aka Giolla na Naomh Ua Muircheartaigh, Mönch im Schottenkloster in Regensburg, † 1149)
- Ua Dubcroin 1159 (auch Abt von Cloyne)
- Dondchad Ua Cineada † 1162
- Diarmaid Ua Laighnen † 1162
- Ua Flandachan (Flannacain) † 1167
- Matthäus Ua Mongaig (Mathew O’Moncach) 1171–1192
- Laurence Ua Suilleabain (Lawrence O’Sullivan) 1192–1204, † 1216
- 1205 C.
- Luke 1281 
  - Florentius 24. August 1224
  - William, O.Cist. 1226
- Patricius, O. Cist. 1226 bis 27. April 1235
- Daniel 1226–1234
- David mac Cellaig [O’Kelly], O.P. 1237–1238
- Ailinn O Suilleabain, O.P. (Alanus O’Sullivan) 1240–1246 (danach Bischof von Lismore), † 1252/3
- Daniel, O.F.M. 12. Oktober 1247 bis 1264
- Reginaldus 13. April 1265 bis 1273 (vorher Bischof von Down)
- Alanus O’Lonergan, O.F.M. (Alan O Longain) 1274–1283
- Nicholas von Effingham 2. September 1284 bis 1320
- Maurice O’Sullivan (O Solchain) 2. Oktober 1321 bis 1333
- John de Cumba 1334–1336
- Lewis 1336–1337
- John Bird, O.Cist. 1337–1351
- John Wittock (Whitekot) 8. Juni 1351 bis 7. Februar 1361
- John von Swafham, O. Carm. 1363 bis 1. März 1376 (danach Bischof von Bangor), † 24. Juni 1398
- Richard Wye, O. Carm. 2. Juli 1376–1394 (auch Bischof von Dromore und Sodor), † 1421/22
- Geraldus Caneton, O.S.A. 16. März 1394 bis 1412/13 (auch Bischof von Elphin)
- Adam de Payn, O.S.A., 26. Juli 1413 bis 1429
- Cormac
- John O’Daly, O.F.M. 18. September 1444
- Robert

## Bischöfe von Cork und Cloyne
- Jordan Purcell 1429–1467
- William, O. Can. St. Aug. 14. Juli 1458
- Gerald Fitzgerald (aka Gerald de Geraldinis) 2. April 1463 bis 1477
- William Roche 26. Oktober 1472–?, † 1490
- James 1480–1486
- John 1486
- Walter Blach 26. März 1487
- Thaddäus MacCarthy 21. April 1490 bis 23. Oktober 1492
- Patrick Cantum, O.Cist 15. Februar 1499
- John Edmund Fitzgerald 26. Juni 1499–ca. 1521 (Fitzdesmond)
- John Bennet 28. Januar 1523–ca. 1536
- Dominic Terry 1536–1540
- Ludovicus Macnamara, O.F.M. 24. September 1540
- John O Heydne 5. November 1540 bis 1545
- Dominic Tirrey 1556–1557
- Roger Skiddy 1557–1567
- Nicolaus Laudis 27. Februar 1568–ca. 1573
- Edmund Tanner 5. November 1574 bis 4. Juni 1579
- Dermot Mac Creagh 12. Oktober 1580–ca. 1603
- vakant ca. 1600–1622
  - James Meade (oder Miaghe) 1614 (Apostolischer Vikar)
  - Robert Meade (oder Miaghe) 1621 (Apostolischer Vikar)
- William Tirry 1622–1645
- Robert Barry 1647, lebt und stirbt im Exil in Frankreich 1662
- vakant 1647–1676
- Peter Creagh 1676–1693 (danach Erzbischof von Dublin)
- John Baptist Sleyne, O.S.A. 1693–1712
- Donatus McCarthy 1712–1726
- Thaddeus McCarthy 1727–1747

## Bischöfe von Cloyne und Ross
- John O’Brien 1747–1769
- Mathew McKenna 1769–1791
- William Coppinger 1791–1830
- Michael Collins 1830–1832
- Bartholomew Crotty 1833–1846
- David Walsh 1846–1849

## Bischöfe von Cloyne
- Timothy Murphy 1849–1856
- William Keane 1857–1874
- John McCarthy 1874–1893
- Robert Browne 1894–1935
- James J. Roche 1935–1956
- John Ahern 1957–1987
- John Magee, SPS 1987–2010
- Dermot Clifford 2010–2012 (Apostolischer Administrator)
- William Crean seit 2012